# Jimmy Dixon
Jimmy Dixon (Tubmanburg, 10 ottobre 1981) è un ex calciatore liberiano, di ruolo difensore.

## Carriera

### Club
In Liberia Dixon ha giocato nel Mark Professionals FC.
Gli svedesi del Floda BoIF lo hanno portato in Europa nel 2000. Nel 2001 si è trasferito al BK Häcken, con cui ha giocato per cinque stagioni consecutive.
Nel 2007 ha firmato un contratto triennale con il Malmö FF..
Nel 2009 ha lasciato la Svezia e si è trasferito in Turchia, al Manisaspor.

### Nazionale
Dal 1999 gioca con la Nazionale di calcio della Liberia. Ha partecipato alla Coppa d'Africa 2002.

## Palmarès

### Club

#### Competizioni nazionali
- Superettan: 1

Häcken: 2004